# Nati nel 1915/Senza giorno specificato
| Questa pagina contiene informazioni ricavate automaticamente dalle voci biografiche con l'ausilio del template Bio e di un bot. L'aggiornamento è periodico e automatico e ricostruisce completamente la pagina. Se manca una persona in questa lista, sei pregato di non aggiungerla, ma accertati piuttosto che la sua voce biografica contenga il template Bio e che i dati anagrafici siano correttamente compilati. Se il template Bio manca, inseriscilo tu stesso o, in alternativa, metti l'avviso {{tmp\|Bio}} che ne segnala la mancanza. Se i dati riportati sono sbagliati, correggi direttamente la voce biografica; le modifiche saranno visibili in questa lista entro pochi giorni. Per chiarimenti vedi il progetto biografie. La lista contiene solo le 83 persone che sono citate nell'enciclopedia e per le quali è stato implementato correttamente il template Bio. Pagina aggiornata al 26 giu 2025. |

- Ugoberto Alfassio Grimaldi, storico, saggista e giornalista italiano († 1986)
- Lino Andreotti, alpinista e politico italiano († 1976)
- Vittorio Barberis, militare e aviatore italiano († 1937)
- Nello Bemporad, architetto e funzionario italiano († 1985)
- Ben Benson, scrittore statunitense († 1959)
- Mihai Bercus, cestista, allenatore di pallacanestro e arbitro di pallacanestro rumeno († 2010)
- Mario Bertini, militare italiano († 1937)
- Suzanne Blanc, scrittrice statunitense († 1999)
- Udino Bombieri, partigiano italiano († 1943)
- Raffaele Bonanno, militare italiano († 1940)
- Ettore Bonora, critico letterario, storico della letteratura e italianista italiano († 1998)
- Gastone Breddo, pittore italiano († 1991)
- Ernesto Brivio, produttore cinematografico, imprenditore e politico italiano († 1976)
- Jacobus Albertus Bruwer, astronomo sudafricano († 1971)
- Giuseppe Callegarini, partigiano italiano († 1944)
- Bruno Camandone, militare italiano († 1942)
- Mario Cappelli, scultore italiano († 1978)
- Julio Castillo, calciatore argentino († 1940)
- Antonio Cei, partigiano italiano († 1943)
- Aldo Chiarini, militare italiano († 1942)
- Vincenzo Ciaffi, antifascista, regista teatrale e latinista italiano († 1973)
- Franca Maria Corneli, poetessa italiana († 2007)
- Giuseppe Crovetto, militare italiano († 1938)
- Solideo D'Incau, militare italiano († 1941)
- Gaetano Dadomo, militare italiano († 1943)
- Pietro Donzelli, fotografo italiano († 1998)
- Carlo Falconi, giornalista e saggista italiano († 1998)
- Marcella Ficca Monaco, antifascista e partigiana italiana († 2001)
- John Frost, ingegnere aeronautico britannico († 1979)
- Luigi Gallo, militare italiano († 1940)
- Giovanni Gambaudo, militare italiano († 1942)
- Amato Garbini, truccatore e attore italiano († 1977)
- Italo Gasperi Campani, architetto italiano († 1999)
- Lino Gucci, militare italiano († 1942)
- Island Guizzo, pittore italiano († 1987)
- Lawrence Sargent Hall, scrittore e anglista statunitense († 1993)
- Jo Deuk-jun, cestista e allenatore di pallacanestro sudcoreano († 1958)
- Trentino La Barba, partigiano italiano († 1943)
- Raffaello Locatelli, pittore italiano († 1984)
- Ada Masotti, stilista e imprenditrice italiana († 1992)
- Giusto Massarotto, partigiano e politico italiano († 1959)
- Bob McNaught, regista e produttore cinematografico britannico († 1976)
- Clark Mills, progettista statunitense († 2001)
- Giuseppe Modesti, basso italiano († 1998)
- Leonardo Navarro, calciatore messicano († 2000)
- Alicia Navarro, modella spagnola († 1995)
- Jean Neuberth, pittore francese († 1996)
- Nicola VI di Alessandria, vescovo ortodosso ottomano († 1986)
- Umberto Nicosia, militare italiano († 1941)
- Ferruccio Petracchi, militare italiano († 1942)
- Kurt Niederhagen, militare e aviatore tedesco († 1944)
- Michael J. O'Kelly, archeologo irlandese († 1982)
- Giuseppe Orlando, economista italiano († 1986)
- Bibiano Ouano, cestista e allenatore di pallacanestro filippino († 1960)
- Leone Pancaldi, pittore e architetto italiano († 1995)
- Antonio Paolillo, militare italiano († 1941)
- Edoardo Pezzali, militare italiano († 1937)
- Bruno Ranieri, militare italiano († 1940)
- Cesare Reverdito, ufficiale italiano († 1942)
- Corneliu Riegler, cestista e allenatore di pallacanestro rumeno († 1985)
- Giuseppina Rippa, antifascista italiana († 1943)
- Luis Rongo, calciatore argentino († 1981)
- Alberto Rossi, militare italiano († 1942)
- Enzo Rossi, pittore italiano († 1998)
- Romano Rui, scultore e ceramista italiano († 1977)
- Regina Safirsztajn, partigiana polacca († 1945)
- Tou Samouth, politico e rivoluzionario cambogiano († 1962)
- Mario Savini, militare italiano († 1942)
- Pietro Scamuzzi, cestista, allenatore di calcio e dirigente sportivo italiano († 1999)
- Herbert Sichel, statistico sudafricano († 1995)
- Humberto Sorí Marín, rivoluzionario e politico cubano († 1961)
- Ettore Stella, architetto e urbanista italiano († 1951)
- Felice Stroppiana, militare italiano († 1942)
- Valentino Taroni, tennista italiano († 1997)
- Livia Thomas, cestista rumena
- Raoul Traverso, fumettista italiano († 1993)
- Ezio Triccoli, maestro di scherma e schermidore italiano († 1996)
- Marcello Venturoli, critico d'arte, giornalista e saggista italiano († 2002)
- Albino Vidali, lottatore italiano († 2007)
- Paul Gerhard Vogel, tedesco († 2014)
- Xiang Kun, attore cinese († 2009)
- Shu Xiuwen, attrice e doppiatrice cinese († 1969)
- Paolino Zucchi, militare italiano († 1943)